# Foetorepus dagmarae
Foetorepus dagmarae es una especie de peces de la familia Callionymidae en el orden de los Perciformes.

## Hábitat
Es un pez  de mar  y de aguas profundas que vive hasta los 254 m de profundidad.

## Distribución geográfica
Se encuentra desde Venezuela hasta la Guayana Francesa.

## Observaciones
Es inofensivo para los humanos.